# 東京王冠賞
東京王冠賞（とうきょうおうかんしょう）とはかつて大井競馬場で行われた南関東公営競馬のサラブレッド系3歳馬による三冠競走のうちの1つであった。2001年休止。

## 南関東三冠競走の変遷
1964年に新設され、従来から行われていた羽田盃、東京ダービーと南関東公営競馬の三冠競走が成立。全て大井競馬場で行われた。
1995年以前は春に羽田盃と東京ダービーを行い、秋に東京王冠賞を行う「ヨーロピアンスタイル」と呼ばれる競走体系（イギリス、中央競馬に倣う）であったが、1996年から春に3競走全てを行う「アメリカンスタイル」に転換。羽田盃、東京王冠賞、東京ダービーという順序に変わった。
さらに大井競馬場は1999年、春三冠の後にジャパンダートダービー（現・ジャパンダートクラシック）を7月に新設。この4競走を全て勝った馬は「四冠馬」と呼ばれることになるが、2001年にトーシンブリザードが「四冠」を達成したものの、1999年に3競走を勝ったオリオンザサンクス（東京王冠賞のみ3着）は三冠馬とは呼ばれなかった。
2001年をもって休止し、翌2002年にジャパンダートダービーを加えることで新しい南関東三冠を形成することとなった。ジャパンダートダービーは中央地方全国交流競走であるが、羽田盃と東京ダービーは依然として南関東所属馬限定競走なので、南関東に所属しない限り南関東三冠は得られない状態であったが、2024年にこの南関東三冠がそのまま全国統一ダート三冠（すべてJpnⅠ指定）となることが決まり、JRA・および他地区の3歳馬にも南関三冠=全国統一ダート三冠獲得のチャンスが与えられることになる。
南関東公営競馬では3歳牝馬による三冠競走（桜花賞、東京プリンセス賞、関東オークス）も行われており、かつてはアングロアラブ系3歳馬による三冠競走（千鳥賞、アラブダービー、アラブ王冠賞）も行われていた。

## 歴代優勝馬
| 回数   | 施行日         | 距離  | 優勝馬             | 性齢 | 所属 | タイム  | 優勝騎手   | 管理調教師 | 馬主                 |
| ------ | -------------- | ----- | ------------------ | ---- | ---- | ------- | ---------- | ---------- | -------------------- |
| 第1回  | 1964年11月9日  | 2000m | ハロウエートツプ   | 牡3  | 大井 | 2:06.2  | 渥美忠男   | 森谷光雄   | 望月昭一             |
| 第2回  | 1965年11月1日  | 2000m | ヒガシヒーロ       | 牡3  | 川崎 | 2:06.5  | 佐々木竹見 | 青野四郎   | 坂本清五郎           |
| 第3回  | 1966年11月15日 | 2000m | カズサリユウ       | 牡3  | 大井 | 2:07.0  | 荒山徳一   | 田中利衛   | 田中アイ子           |
| 第4回  | 1967年11月5日  | 2400m | ヒカルタカイ       | 牡3  | 大井 | 2:32.5  | 須田茂     | 鏑木文一郎 | 高井正子             |
| 第5回  | 1968年10月20日 | 2400m | ウエルスダイバー   | 牡3  | 大井 | 2:34.0  | 高橋三郎   | 遠間波満行 | 椙岡ひて             |
| 第6回  | 1969年11月2日  | 2400m | チヤイナスピード   | 牝3  | 大井 | 2:32.3  | 佐々木竹見 | 天間三之助 | 佐藤清之助           |
| 第7回  | 1970年11月17日 | 2400m | リユウトキツ       | 牡3  | 川崎 | 2:33.4  | 佐々木吉郷 | 新貝一雄   | 新貝友三郎           |
| 第8回  | 1971年11月11日 | 2400m | ゴルドラツプ       | 牡3  | 大井 | 2:33.8  | 岡部盛雄   | 荒井貢     | 松本夫佐子           |
| 第9回  | 1972年11月10日 | 2400m | サンコオーリキス   | 牡3  | 大井 | 2:32.0  | 五百藏幸雄 | 栗田武     | 野出長一             |
| 第10回 | 1973年11月5日  | 2400m | マルサンフアイヤ   | 牡3  | 船橋 | 2:31.6  | 渡辺市郎   | 宮下哲朗   | 水島三郎             |
| 第11回 | 1974年10月28日 | 2400m | トドロキムサシ     | 牡3  | 大井 | 2:33.2  | 岡部盛雄   | 岡部猛     | 町田圭三             |
| 第12回 | 1975年10月17日 | 2400m | ゴールデンリボー   | 牡3  | 大井 | 2:32.9  | 赤間清松   | 竹内美喜男 | 滝沢チイ             |
| 第13回 | 1976年11月1日  | 2400m | プラスワン         | 牡3  | 船橋 | 2:31.9  | 田部和廣   | 平島好助   | 池口ハル子           |
| 第14回 | 1977年11月4日  | 2400m | グツドボーイ       | 牡3  | 大井 | R2:29.7 | 高橋三郎   | 三坂博     | 松居豊子             |
| 第15回 | 1978年11月9日  | 2400m | ハツシバオー       | 牡3  | 大井 | 2:32.0  | 宮浦正行   | 大山末治   | 佐久間有寿           |
| 第16回 | 1979年10月30日 | 2400m | ダイドウスター     | 牡3  | 大井 | 2:31.5  | 岡部盛雄   | 倉内種太郎 | 佐藤壮平             |
| 第17回 | 1980年10月23日 | 2600m | アズマキング       | 牡3  | 大井 | 2:45.2  | 岡部盛雄   | 岡部猛     | （有）上山ビル       |
| 第18回 | 1981年11月2日  | 2600m | ニシキノボーイ     | 牡3  | 船橋 | 2:46.3  | 桑島孝春   | 新井康夫   | （有）セントラル商会 |
| 第19回 | 1982年11月3日  | 2600m | ミサキネバアー     | 牡3  | 大井 | 2:48.6  | 的場文男   | 竹原眞一   | 足利正義             |
| 第20回 | 1983年11月8日  | 2600m | サンオーイ         | 牡3  | 大井 | 2:44.8  | 高橋三郎   | 秋谷元次   | 酒巻仁五郎           |
| 第21回 | 1984年11月13日 | 2600m | ロツキータイガー   | 牡3  | 船橋 | 2:48.4  | 桑島孝春   | 泉孝       | 児玉孝               |
| 第22回 | 1985年11月4日  | 2600m | チヨウヨオエース   | 牡3  | 大井 | 2:48.1  | 武井秀治   | 高岩隆     | 成瀬功               |
| 第23回 | 1986年11月5日  | 2600m | ハナキオー         | 牡3  | 大井 | 2:51.0  | 堀千亜樹   | 武森辰己   | 笠井忠一             |
| 第24回 | 1987年11月11日 | 2600m | イナリワン         | 牡3  | 大井 | 2:52.7  | 宮浦正行   | 福永二三雄 | 保手濱忠弘           |
| 第25回 | 1988年11月3日  | 2600m | アエロプラーヌ     | 牡3  | 大井 | 2:45.2  | 的場文男   | 赤間清松   | 笹澤英一             |
| 第26回 | 1989年11月3日  | 2600m | ロジータ           | 牝3  | 川崎 | 2:53.0  | 野崎武司   | 福島幸三郎 | 加藤富保             |
| 第27回 | 1990年11月5日  | 2600m | アーデルジーク     | 牡3  | 大井 | 2:52.2  | 鈴木啓之   | 小筆昌     | 芹田鶴子             |
| 第28回 | 1991年11月18日 | 2600m | ハシルショウグン   | 牡3  | 大井 | 2:46.8  | 的場文男   | 赤間清松   | 渡辺典六             |
| 第29回 | 1992年11月11日 | 2600m | グレイドシヨウリ   | 牡3  | 大井 | 2:53.7  | 石崎隆之   | 大山二三夫 | 中村和夫             |
| 第30回 | 1993年11月11日 | 2600m | ブルーファミリー   | 牡3  | 大井 | 2:49.7  | 的場文男   | 栗田繁     | 森杉茂               |
| 第31回 | 1994年11月10日 | 2600m | ドルフィンボーイ   | 牡3  | 川崎 | 2:47.3  | 山崎尋美   | 佐々木國廣 | 芹澤精一             |
| 第32回 | 1995年11月9日  | 2600m | ツキフクオー       | 牡3  | 大井 | 2:51.3  | 鷹見浩     | 福永二三雄 | 月村泰男             |
| 第33回 | 1996年6月6日   | 2000m | キクノウイン       | 牡3  | 船橋 | 2:07.0  | 佐藤隆     | 石川忠良   | 中臺恵二             |
| 第34回 | 1997年6月4日   | 2000m | サプライズパワー   | 牡3  | 船橋 | 2:08.7  | 石崎隆之   | 川島正行   | 舛添要一             |
| 第35回 | 1998年6月4日   | 2000m | ハカタビッグワン   | 牡3  | 船橋 | 2:08.3  | 佐藤隆     | 川島正行   | 大迫忍               |
| 第36回 | 1999年5月10日  | 1800m | オペラハット       | 牡3  | 船橋 | 1:54.8  | 石崎隆之   | 出川己代造 | 大典牧場（有）       |
| 第37回 | 2000年5月10日  | 1800m | アローウィナー     | 牡3  | 大井 | 1:55.1  | 澤佳宏     | 井上弘之   | （株）スリーアロー   |
| 第38回 | 2001年5月10日  | 1800m | トーシンブリザード | 牡3  | 船橋 | 1:52.5  | 石崎隆之   | 佐藤賢二   | 稲垣博信             |

※Rは、コースレコードを示す。

### 親仔制覇
過去に1組の親仔制覇の例がある。
| 組  | 親馬名     | 優勝回 | 仔馬名       | 優勝回 |
| --- | ---------- | ------ | ------------ | ------ |
| 1組 | イナリワン | 第24回 | ツキフクオー | 第32回 |

### 各回競走結果の出典
- 第1回 - 第35回
  - 『平成11年度 南関東地方競馬重賞競走番組』大井競馬場・川崎競馬場・船橋競馬場・浦和競馬場、1999年、80-81頁
- 第36回 - 第38回
  - JBISサーチ - 2014年7月29日閲覧
    - 1999年、2000年、2001年